# Karlikowo (przystanek kolejowy)
Karlikowo – zlikwidowany przystanek kolejowy i ładownia w Karlikowie Lęborskim na linii kolejowej nr 230 Wejherowo – Garczegorze, w województwie pomorskim. Przystanek nie został uruchomiony po 1945 roku.